# L. Frank Baum
Lyman Frank Baum (Chittenango, New York, 1856. május 15. – Los Angeles, 1919. május 6.) amerikai író. Legismertebb műve az Oz, a nagy varázsló, és annak folytatásai. Az Óz-sorozat 14 könyvét írta meg.

## Élete
A New York-i Chittenango-ban született. Német, skót-ír és angol felmenőkkel rendelkezett. Cynthia Ann és Benjamin Ward Baum kilenc gyermeke közül ő volt a hetedik. A "Lyman" az apja testvérének a neve volt, de sosem szerette ezt a nevet, a középső nevét, a "Frank"-et részesítette előnyben. Apja több üzletágban is sikeres volt, például a hordókészítésben, olajfúrásban és az ingatlankereskedésben is. Baum szülei drága birtokán nőtt fel. Ez a birtok a new york-i Mattydale-ben található.
12 éves korában két évet töltött egy katonai iskolában, de álmodozás miatt elküldték, így szívrohama lett, és hazatérhetett.
Életének korai szakaszában már írt. Testvérével együtt újságot is írt, "The Rose Lawn Home Journal" néven.
17 éves korában egy második újságot is alapított, "The Stamp Collector" néven.
1880-ban egy harmadik újságot is alapított, "The Poultry Record" címmel, 30 éves korában pedig megjelent első könyve is.
1891-ben a chicagói Humboldt Parkba költözött feleségével és gyerekeivel. 1897-ben alapította meg a "The Show Window" nevű magazint, amelynek szerkesztője is volt.
1900-ban írta meg legismertebb művét, az Oz, a nagy varázslót. Ezután még 13 folytatást írt.
1919. május 5.-én stroke-ot kapott, majd kómába került. A következő nap elhunyt, 62 éves korában. A glendale-i Forest Lawn Memorial Parkban helyezték örök nyugalomra.
Az utolsó általa írt Óz-könyv 1920. július 10.-én jelent meg. Ezután mások folytatták az Óz-sorozatot, kiváltképpen Ruth Plumly Thompson, aki még huszonegy Óz-könyvet írt.